# Агнешка Заторская
Агнешка Заторская (пол. Agnieszka Zatorska; 1477/1480 — после 1505) — принцесса из цешинcкой линии династии Силезских Пястов, дочь князя Заторского Владислава (ок. 1455 — 1494).

## Биография
Агнешка была единственной дочерью князя Заторского Владислава и его жены Анны, происхождение которой неизвестно. Вероятно, у нее был незаконнорожденный сводный брат по отцовской линии, Влодзимеж, монах бенедиктинского аббатства в Тынце. В силу договора от 13 июля 1492 года Агнешка должна была получить город Вадовице с окрестностями в качестве наследства после смерти своего отца.
Между 1491 и 21 мая 1494 года Агнешка вышла замуж за магната Яна из Творкова, владельца Кобежина (ум. 7 августа 1504 года). Между 21 и 24 мая 1494 года она получила от своего мужа в качестве приданого Кобежин, который он продал 31 мая 1496 года с ее согласия. От этого брака родился по крайней мере один сын, Эрнест Творсковский, который был владельцем Радунии с 1509 года.
После смерти своего отца в 1494 году Агнешка получила в наследство город Вадовице с окрестностями в соответствии с договором, подписанным в 1492 году, хотя официально ее дядя Ян V принял на себя полное управление всем Заторским княжеством. Агнешка управляла Вадовице только как земельным владением без княжеской власти, однако на практике ее называли «суверенной княгиней Вадовицкой».
После смерти своего мужа летом 1504 года Агнешка начала судебную тяжбу с Петром Мышковским из Мирува, воеводой Ленчицы, по поводу владения Вадовице. Город согласно договору 1492 года юридически принадлежал ей, однако в 1494 году ее дядя Ян V Заторский продал все Заторское княжество польскому королю Яну I Ольбрахту, и 23 мая 1503 года брат и преемник Яна I король Польши Александр передал Вадовице Петру Мышковскому в качестве наследственного владения. Агнешка боролась за свое наследство, но 7 августа 1504 года судебный процесс был окончательно решен в пользу ленчицкого воеводы. Это было последнее упоминание в документах об Агнешке, вероятно, она умерла вскоре после этого, в 1505 году, и была похоронена в приходской церкви Девы Марии в Вадовице, которой она покровительствовала.